# Манастир Кусић
Манастир Кусић је манастир Српске православне цркве у Румунији, код места Златица у општини Соколовац, на самом почетку Ђердапске клисуре. Основан је у 14. веку као метох манастира Студеница.

## Положај
Налази се на обали реке Нере, удаљен око километар од села Златице. Административно припада селу Златици. Уз манастир пролази асфалтни пут Најдаш-Соколовац.

## Историја
У Кусићу је некада постојао живи српски манастир.
По једном запису вршачког епископског архива из 1751. године, овај манастир су основали пре много година српски великаши, као метох манастира Студенице (лавре). По предању манастир Кусић је задужбина српског деспота Јована Бранковића, сина мајке Ангелине.
У Катастигу манастира Пећке патријаршије помиње се у Кусићу 1660. и 1666. године, оба пута игуман кусићки јеромонах Јоаникије (1666). Аднистративно је припадао Вршачкој епископији.
После протеривања Турака, 1725. године оправио га је о свом трошку и даровао обркнез села Кусића - Вукмир Николић. Ту је поред манастира са црквом и зградама, било 82 куће прњавораца. Манастирска црква је била посвећена Св. Николи. По Сенткларају манастир је био посвећен празнику Малој Госпојини(?) Манастир је чинило се имао перспективу, када је ту од стране државе основана 1734. године Фабрика свиле, а 1740. године почео интензивнији узгој стоке ("за теглење"). Али манастир је био "легло" разбојника, који су вршили злодела. Отели су тако 1734. године 400 дуката од кусићког "оберкнеза", који је кренуо у Мехадију. Аустро-турски рат је међутим дефинитивно угрозио његов опстанак. Упало је у Кусић 10. јуна 1738. године стотинак Турака, а пошто се становништво разбегло, ухватили су само "оберкнеза" са још двојицом становника и одвели их у робље. Околина манастира је после рата и даље била врло несигурно место, где је било препада и насиља од стране разбојника. Страдао је од хајдука (и саучесника из места) 13. маја 1742. године општински кнез у Кусићу. Због тога је 1742. године ту постављена војна стража са 15 војника, да брине о безбедности и миру.
Године 1751. ту живи само један монах, који надгледа радњу прњавораца. У њему је и 1770. године био само један калуђер, вероватно Атанасиј?, који је прешао из манастира Бешенова 1757. године. По опису манастира из 1771. године, црква је имала темеље и зидове од камена, а свод од цигле. Конак су чиниле две келије, а економски део - стаје и амбари. Братство су тада чинила три монаха: Пајсије Андрејевић, Теодосије Марковић и Петроније Ивановић. Манастир је био сиромашан јер је имао мало земље, па му будућност није била изгледна.
Прњавор село истог имена је тих година био насељен и бројао је свега 15 домова. Манастирски поданици плаћали су цару данак, и имали су годишње само један дан да раде за манастир, али су и то врло нерадо чинили.
По тестаменту покојног владике вршачког Максима Несторовића, даје се 1738. године 12 ф. манастиру Кусићу.
Кусићки оберкнез Вукмир је умро 2. октобра 1770. године (по старом календару) и сахрањен је у манастирској цркви. Пошто је манастирски приход био недовољан, те су калуђери живели од милодара, епископски синод је 1774. године донео решење да се манастир затвори, а скромна имовина преда манастиру Златици. То је озваничено царским рескриптом из 1777. године. Његову непокретну имовину је конфисковао ерар.
Манастир је тотално пострадао током аустријско-турског рата, 1788. године, и остао у рушевинама до 1890. године. Повод је био стално окупљање побожних људи око манастирских рушевина, а покретач је био трговац Мита Нанчић. Тада је црква поново доведена у ред и покривена крајем 1898. године. У јесен 1898. године деловао је "Одбор за обнову старог порушеног манастира Кусића" у Белој Цркви и Клисури, при којем су главни били Мита Нанчић и Аћим Васић. Скупљен је прилог 229 ф. 12 новчића, а списак приложника махом из околине педантно је водио као благајник, поменути Мита (Ђорђевић) Нанчић. Браћа Нанчић-Ђорђевић су дали највише 50 ф, а Белоцркванац Васић 10 ф.
Када је после Првог светског рата повлачена граница између две државе, прњавор село Кусић је припао Краљевини СХС, а сам манастир остао у Краљевини Румунији. Манастир је додатно оправљен 1928-1930. године прилозима верника и епископа др Георгија Летића, а трудом старешине, јеромонаха Никанора Савића. Опремљен је нужним црквеним утварима и иконама. Иконе је иначе радио сликар аматер Никола Станковић. Мада су саграђене и келије за смештај монаха, није их било, те манастир није заживео. Препуштен сам себи, а у послератном периоду и потпуно не приступачан због близине границе, дочекао је пропаст. Остале су опет рушевине; сачувале су се зидине и оштећен торањ црквени. Сав покретни инвентар и звоно, које је поклонио прота Слободан Костић, пренети су у златичку парохију око 1951. године. Надгробни камен крст и плоча оберкнеза Вукмира су пренети у Новомолдавски музеј.

## Данашње стање
Манастир Кусић је поново темељно оправљен 2002. године. Манастирска црква је посвећена празнику Рођења Пресвете Богородице или Малој Госпојини. Храм је покривен, постављен крст, торањ покривен лимом, унутрашњост храма омалтерисана, сазидана олтарска преграда и Часна трпеза. Све је то урађено милодаром Дивне Јовановић, родом из Луговета.
Последњих година влада Републике Румуније много је уложила у обнову српских манастира у румунском Банату.